# Project Reality
Project Reality: BF2 è un videogioco sparatutto in prima persona tattico per Windows, mod amatoriale e gratuita di Battlefield 2, che ha come scopo il creare un ambiente in cui la cooperazione e il lavoro di squadra sono incoraggiati. La versione originale è stata pubblicata nel 2005, è stata a lungo aggiornata ed è diventato un gioco a parte nel 2015.
Squad, un gioco commerciale sviluppato sul motore grafico Unreal Engine 4, è il sequel spirituale di Project Reality.

## Modalità di gioco
Project Reality dispone di cinque modalità di gioco. Due delle modalità di gioco coinvolgono la cattura e il mantenimento di punti di controllo, simile alla modalità Conquista di Battlefield 2, anche se i punti di controllo ora devono essere acquisiti in un certo ordine, per ricreare un fronte di battaglia. Modalità Scontro Veicolare si differenzia ponendo l'accento sui veicoli pesanti, e limitando l'accesso ai kit di fanteria. La modalità Comando e Controllo rimuove tutti i punti di controllo, concentrando invece il combattimento intorno a fortificazioni costruite dai giocatori. La modalità Insurrezione serve a simulare una Guerra asimmetrica, la modalità prevede una squadra di forze convenzionali che deve cercare e distruggere i depositi di armi illegali, mentre l'altra squadra, gli insorti, cerca di difenderli. Il mod dispone anche di una modalità co-op, in cui i giocatori umani possono giocare con o contro i giocatori controllati dal computer. La co-op può anche servire come una modalità per giocatore singolo (con i bot che sostituiscono per i compagni di squadra).
In contrasto con il sistema originale di Battlefield 2, i giocatori non possono rinascere dal loro caposquadra quando muoiono, ma devono invece rinascere in punti di generazione permanenti quali basi principali, o punti di raduno temporanei creati dal caposquadra. I giocatori possono anche rinascere in Basi Operative Avanzate che possono essere costruite se casse di approvvigionamento vengono consegnate nella posizione desiderata. Quando la base è costruita, altre difese fisse come mitragliatrici pesanti, mortai e vari costruzioni difensive come filo spinato o trincee possono essere posizionate.
La modalità di gioco Insurrezione devia leggermente da queste regole, limitando il lato degli insorti a rinascere nei loro depositi di armi, che devono difendere, per non perdere la capacità di rinascere. La squadra avversaria può comunque scoprire la posizione di questi i depositi catturando informatori degli insorti, dopo di che un deposito nemico sarà segnato sulla mappa delle forze convenzionali con un simbolo. Tuttavia, gli insorti possono ancora costruire "nascondigli" distruttibili per rinascere da lì, che agiscono in modo simile alle Basi Operative Avanzate in modalità di gioco tradizionali.
- Sin dalla versione 1.3 non è più richiesto avere Battlefield 2 installato.
- Server dedicati ospitano fino a 100 giocatori con squadre di 8 componenti ciascuna.
- Sistema VOIP integrato con riconoscimento 3D del parlante. (basato su Mumble)
- Realismo ed autenticità, ma allo stesso tempo gli sviluppatori hanno cercato di far rimanere il gioco giocabile.
- Grande focus sul lavoro di squadra con molti ruoli e classi da ricoprire.
- Oltre 40 mappe e 5 modalità di gioco.
- Oltre 15 fazioni.
- Caratteristiche aggiuntive come difese costruibili, visione termica, logistica e molti altri.
- Guerra moderna, combattimenti asimmetrici e inoltre scenari storici come le Falkland il Vietnam e lo sbarco in Normandia.

### Fazioni
PR: BF2 presenta 15 fazioni e altre in sviluppo.
 Stati Uniti
- Corpo dei Marine
- Esercito Statunitense
- Marine della Guerra del Vietnam 
United States Marine Corps
- Esercito USA della Guerra del Vietnam

Repubblica popolare Cinese
- Esercito di Liberazione Popolare

Unione Europea
- Esercito Tedesco
- Regio Esercito Olandese
- Esercito Francese

Regno Unito
- Esercito Britannico

 Polonia
Russia
- Esercito Russo

Canada
- Esercito Canadese

Israele
- Forze di Difesa Israeliane

Altre
- Coalizione del Medioriente (fazione di Battlefield 2, basata sull'Esercito Siriano Regolare e sull'Esercito Iracheno dell'epoca di Saddam)
- Ribelli Siriani (basati sull'Esercito Siriano Libero)
- Milizia Est Europea (basata sulle Forze Cecene)
- Talebani
- Insorti Mediorientali (basata sugli insorti iracheni)
- Resistenza Africana (basata su al-Shabaab)
- Hamas
- Esercito Nord Vietnamita

Fazioni in sviluppo:
- Esercito Siriano

## Accoglienza

### Critica
I siti di recensioni di videogiochi, IGN e GameSpy hanno entrambi valutato Project Reality. IGN dichiarò "Tutti i giocatori di BF2 dovrebbero scaricare questa mod." mentre GameSpy disse "la madre di tutte le mod realistiche è arrivata per BF2". La rivista PC Zone ha anche lei valutato Project Reality, dichiarando che "Non solo rende i combattimenti virtuali più duri, Project Reality inoltre aggiunge fantastiche nuove mappe armi e veicoli alla mischia".

### Premi
Project Reality: BF2 è stato premiato in molte occasioni, tra cui:
- Aggiunto alla Hall of Fame di Mod DB's Mod nel dicembre del 2010, insieme ad altre mod famose come il Garry's Mod, per Counter-Strike e Team Fortress.[7]
- Mod DB's Mod dell'anno e Scelta degli Editori perla migliore Mod multigiocatore del 2008.[8][9]
- Secondo posto nel catalogo di Mod DB, Mod dell'anno nel 2006 e 2007.[10][11]
- "Miglior Mod per sparattuto in prima persona" in GameFlood's $25,000 Mod & Map Contest.[12]
- Premio di Total Gaming Network premio "Best Modification" nel 2007.[13]

## Project Reality: ARMA 2

Logo

Lo stesso gruppo di sviluppo ha tentato un progetto simile con Project Reality: ARMA 2, mod per ArmA II, richiedente sia ArmA II che l'espansione ARMA 2: Operation Arrowhead. 
Resta autonomo nello sviluppo e non richiede di utilizzare componenti aggiuntivi esterni detenuti da altre fonti ove possibile. Il che significa che per il giocatore si tratta di un unico pacchetto di installazione, senza necessità di aggiungere ulteriori mod.
Project Reality: ARMA 2 v0.1 BETA È stato pubblicato il 2 settembre 2011, seguito a breve dall'uscita di Project Reality: ARMA 2 v0.15 beta il 16 marzo 2012. Un anno dopo, il 1º marzo 2013 la versione 0.16 è stata pubblicata con due nuovi terreni (mappe). Con la distribuzione è arrivata anche la notizia di una sospensione dello sviluppo della mod per ArmA2 e il passaggio dello sviluppo ad ArmA III.
Project Reality: Arma 2 vinse il premio Mod DB's Scelta dei giocatori miglior mod in arrivo dell'anno 2010.

## Squadcome successore spirituale
Il 10 ottobre del 2014, un gruppo di sviluppatori appartenenti a Project Reality: BF2 annunciò un nuovo gioco commerciale, basato sulla formula Project Reality. il nuovo gioco, chiamato Squad, sfrutta il motore grafico Unreal Engine 4. Squad fu pubblicato su Steam nel 2015 in accesso anticipato, dopo essere stato approvato sulla piattaforma Steam Greenlight. Il gioco viene distribuito il 23 settembre 2020. Il titolo riprende molti elementi e meccaniche di gioco di Project Reality, come server contenenti un alto numero di giocatori, mappe a larga scala, fazioni divise in squadre minori fino a 9 giocatori, costruzione di FOB e strutture di supporto e difensive, classi di soldati, numerosi veicoli, modalità di gioco analoghe, e altro ancora.